# PSR B1257+12C
PSR B1257+12 C (catalogato, secondo le convenzioni della nomenclatura planetaria, anche come PSR B1257+12 d), o Fobetore (Phobetor in inglese) è un pianeta extrasolare orbitante attorno alla pulsar PSR B1257+12, situata nella costellazione della Vergine a 980 anni luce di distanza dalla Terra. È il terzo pianeta del sistema ed orbita ad una distanza di 0,46 UA con un periodo di circa 98 giorni. Ha una massa circa quattro volte quella terrestre.